# Ballachulish
Ballachulish (Schots-Gaelisch: Baile Chaolais) is een plaats in Lochaber in de Schotse Hooglanden die ligt rond enkele vroegere leisteengroeves.

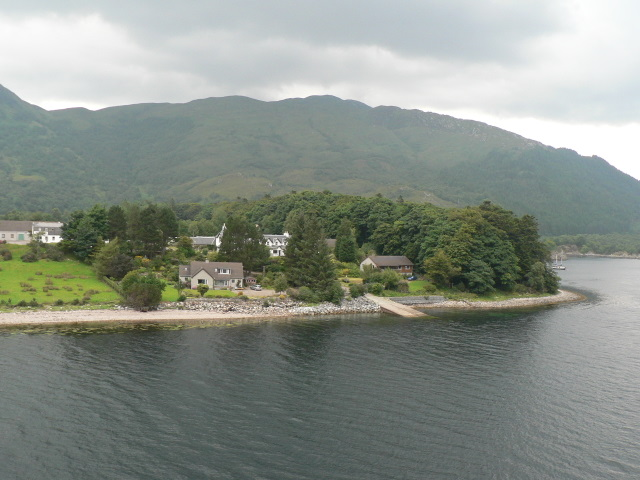
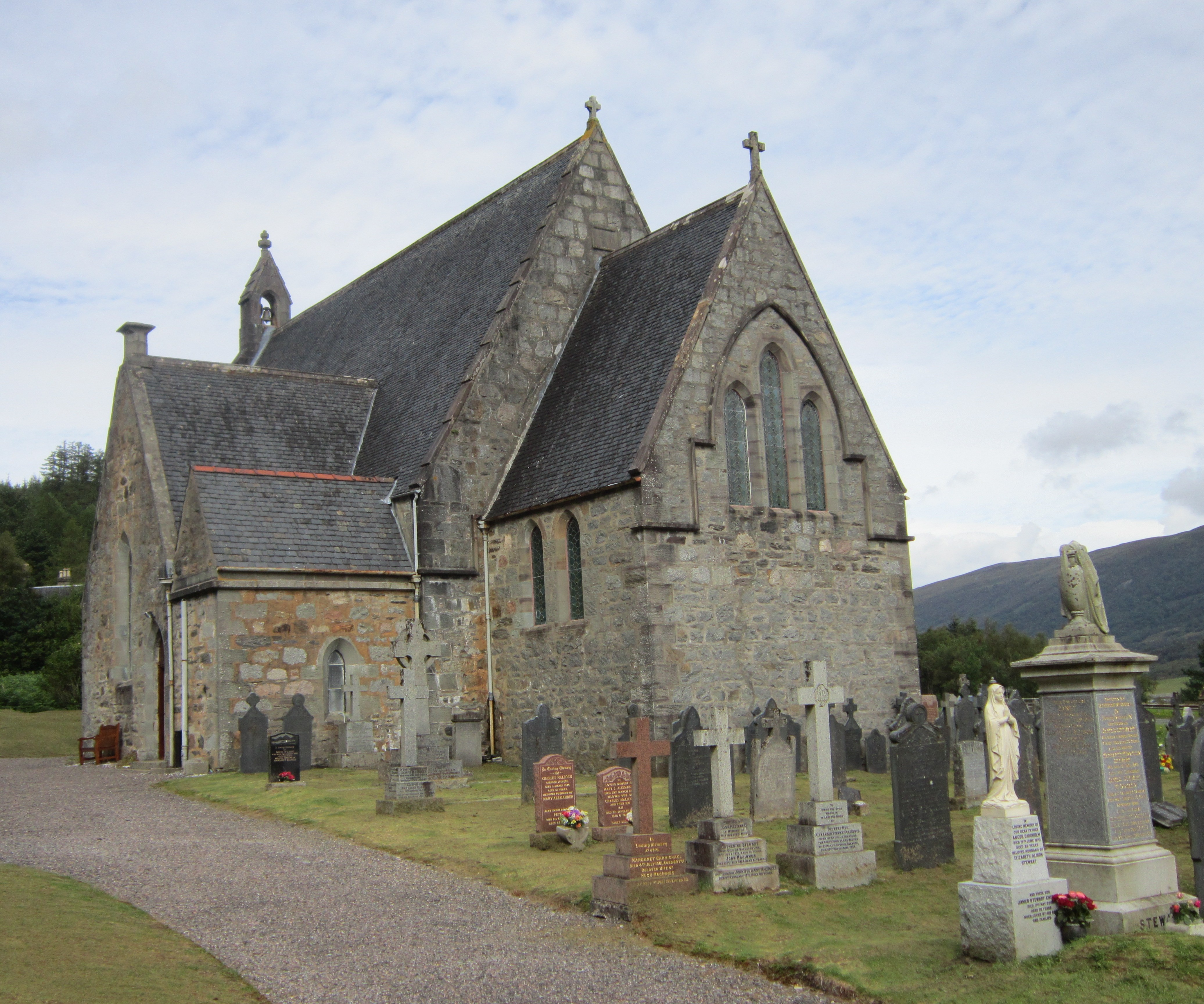
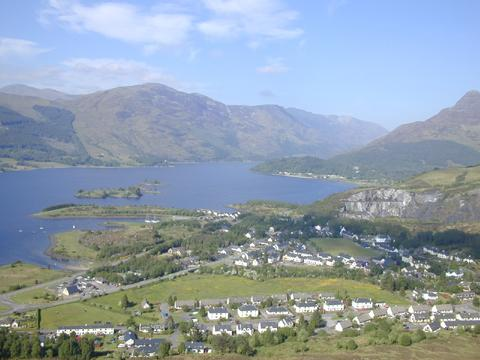
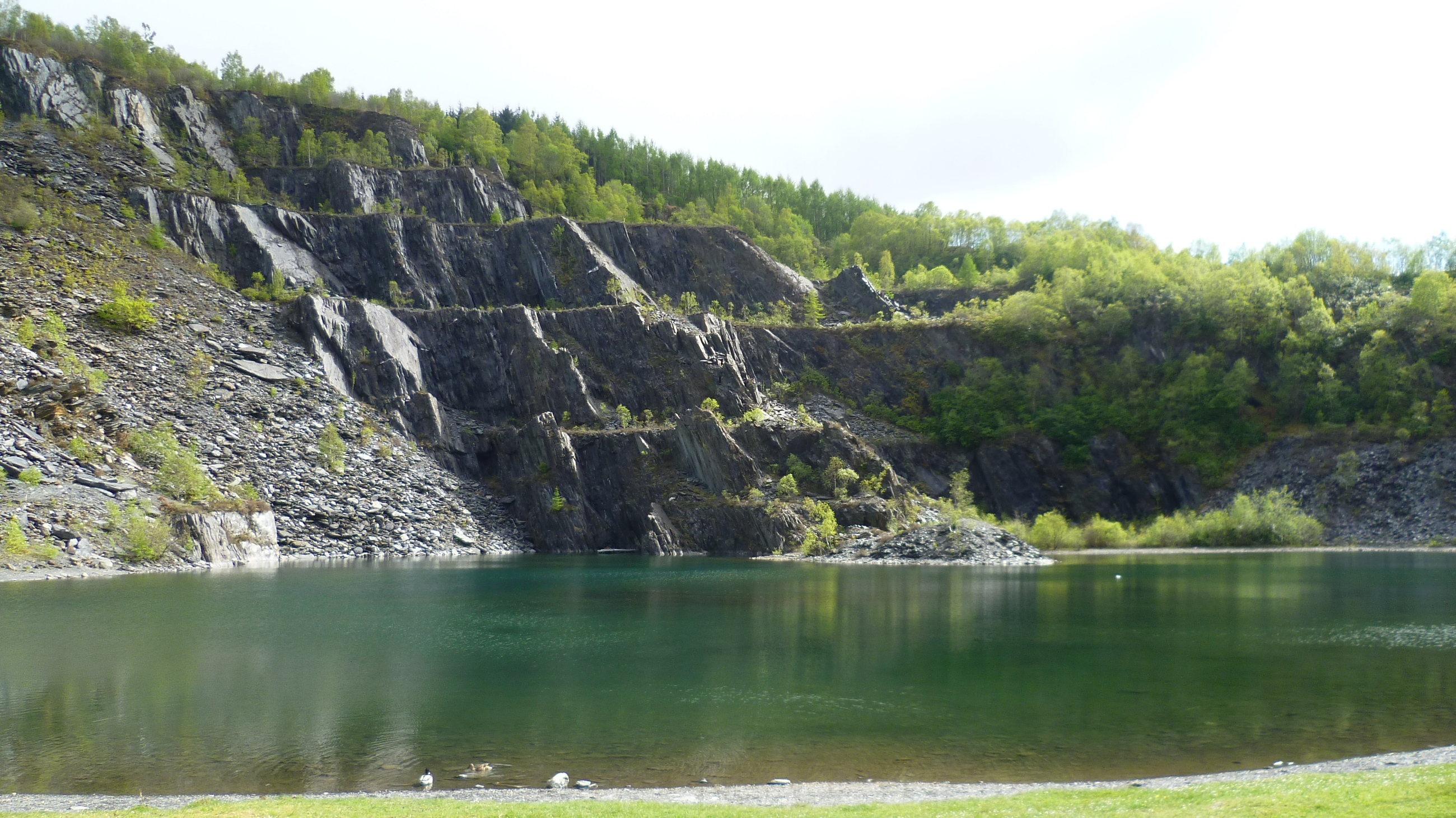